# Сищани
45°49′ пн. ш. 16°39′ сх. д. / 45.81° пн. ш. 16.65° сх. д.
Сищани (хорв. Sišćani) — населений пункт у Хорватії, в Б'єловарсько-Білогорській жупанії у складі міста Чазма.

## Населення
Населення за даними перепису 2011 року становило 309 осіб.
Динаміка чисельності населення поселення: